# Forbidden Games: The Justin Fashanu Story
Forbidden Games: The Justin Fashanu Story è un film documentario del 2017, diretto da Jon Carey ed Adam Darke.
La pellicola ripercorre la vita del calciatore britannico Justin Fashanu dalla nascita nel 1961 al suicidio del 1998, attraverso la testimonianze di familiari, amici, e personaggi calcistici che lo hanno conosciuto.

## Trama
Il documentario si concentra su vari aspetti della vita dell'attaccante, come l'abbandono da parte dei genitori, l'adozione e l'evoluzione del rapporto con il fratello John Fashanu, contraddistinto dalla invidia e dalla gelosia di quest'ultimo, incapace di accettare l'omosessualità. Narra i suoi successi calcistici nella massima serie del campionato inglese al Norwich City, l'acquisto milionario del Nottingham Forest e il rapporto conflittuale con l'allenatore Brian Clough, sino alla sua esclusione dalla rosa, una volta scoperta la sua omosessualità. Inoltre vengono trattati il suo declino sportivo, causato da un grave infortunio al ginocchio e dalle discriminazioni subite da parte di allenatori e manager, il suo coming out, primo calciatore professionista a farlo, e il rapporto con i mass media. Si conclude con la narrazione delle circostanze che lo hanno portato al suicidio, in particolare con la denuncia di violenza sessuale avanzata dal diciassettenne Ashton Woods e rimasta indimostrata.

## Distribuzione
È stato presentato in anteprima il 2 maggio 2017 all'Hot Docs Canadian International Documentary Festival di Toronto in Canada e il 10 giugno 2017 al Sheffield Doc/Fest. È stato distribuito a partire dal 6 ottobre 2017 ed è disponibile sulla piattaforma Netflix.